# Korsförsäljning
Korsförsäljning eller merförsäljning är en strategi för att sälja andra produkter till en kund som redan har köpt, eller har intentionen att köpa, en produkt. Det uppstår en affär i en annan affär. Korsförsäljning syftar till att stärka relationen till företaget och minskar risken att kunden vänder sig till en konkurrent.
Exempel på korsförsäljning är om man köper en dator och samtidigt erbjuds att köpa en router och ett bredbandsabonnemang. Korsförsäljning ger bäst resultat när det finns en tydlig koppling mellan produkterna eller tjänsterna.
Strategin förekommer i alla former av affärsverksamheter. I webbutiker i form av länkar till andra produkter som kunder, som köpt den aktuella produkten, även har köpt. I B2B-affärer sker korsförsäljningen ofta genom personlig försäljning antingen i samband med köptillfället eller i det efterföljande samarbetet med kunden. I B2B-försäljning kan korsförsäljningen ofta leda till utveckling av nya produkter och tjänster för att skapa värde för kunden och stärka relationen till det säljande företaget.